# 五台山棘豆
五台山棘豆（学名：Oxytropis wutaiensis）为豆科棘豆属下的一个种。分布于中国山西省五台山，五台山棘豆，是豆科、棘豆属多年生草本，高5-10厘米。根粗壮，木质化，根径5-7毫米，垂直伸长。